# Lújar (kommun)
Lújar är en kommun i Spanien.   Den ligger i provinsen Provincia de Granada och regionen Andalusien, i den södra delen av landet, 400 km söder om huvudstaden Madrid. Antalet invånare är 519. Arean är 36 kvadratkilometer. Lújar gränsar till Gualchos, Motril, Vélez de Benaudalla, Órgiva och Rubite. 
Terrängen i Lújar är kuperad åt sydost, men åt nordväst är den bergig.